# Länsfängelset i Mariestad

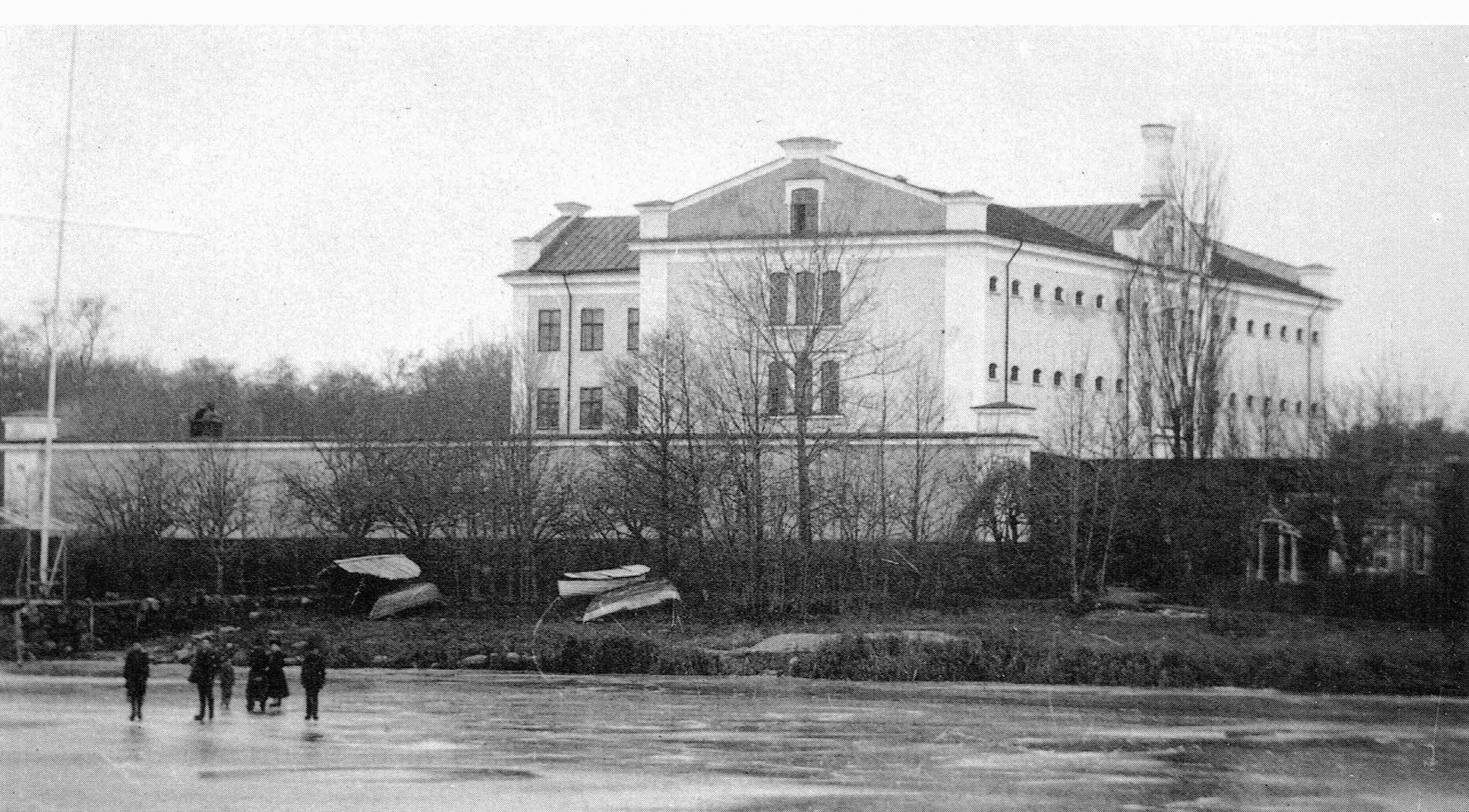
Fängelset omkring 1900.

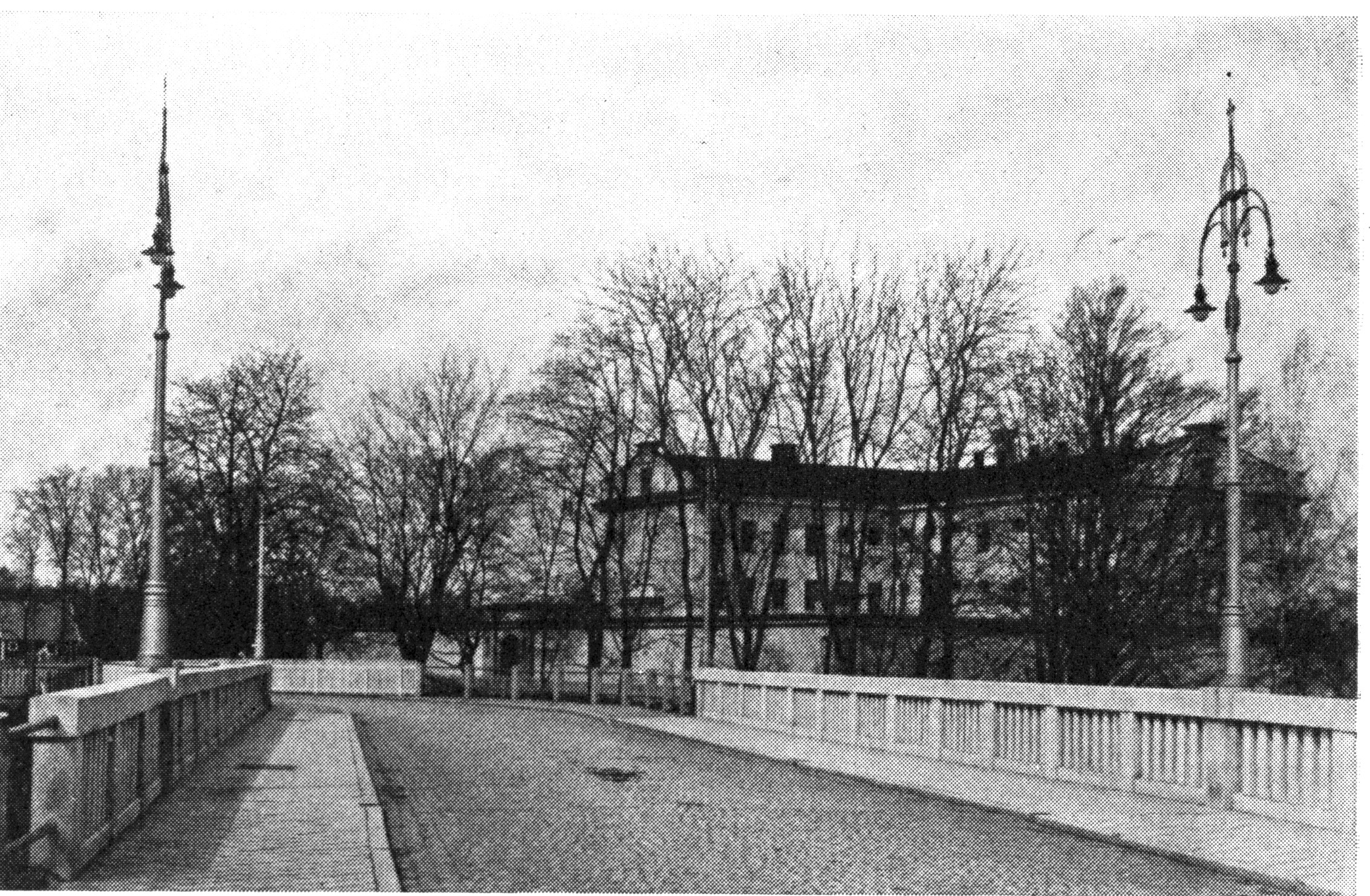
Fängelset på 1930-talet.

Länsfängelset i Mariestad, senare Straffängelset i Mariestad, Centralfängelset i Mariestad och Anstalten Mariestad var ett cellfängelse öppnat 1848, som när det lades ned 2010 var ett av landets äldsta i bruk. Sedan 1993 är det byggnadsminne.

## Historik

### Bakgrund
Fastigheten ligger vid Tidans utlopp i Vänern, strax intill polishuset och häktet. Borta vid Ekudden fanns annexet Rödjan. Den ersatte ett fängelse i en gammal gråstensbyggnad i stadsdelen Trädgårn, som troligen var uppförd 1749. Nybyggnadsbehovet var stort och cellfängelset i Mariestad var ett av de första som byggdes vid denna tid, till följd av den fängelsereform som beslutats vid 1840-1841 års riksdag. Det var till utseendet likt andra cellfängelser från tiden med sammanlagt 102 celler och uppfördes 1842-1848 efter ritningar av Carl Fredrik Hjelm. Byggnadskostnaden var 137 332 kronor. Fängelset fick i folkmun namnet Vita duvan eftersom det var putsat i vit kalkfärg. 

### Utveckling under 1800-talet
Under 1800-talet skedde inga påtagliga förändringar förrän även kvinnliga fångar togs in på 1890-talet. Anstalten var dock bara kvinnofängelse under ett tiotal år och upphörde sannolikt efter en brand 1902, då vindsvåningen och en del av tredje våningen fick utrymmas och fångar transporteras till andra fängelser. Sysselsättningen under 1800-talet var främst klistring av tändsticksaskar och beredning av drev. Man hade emellertid svårt att hitta legoarbeten, speciellt sedan tändsticksfabriken lagts ned på 1980-talet.
En av de kända internerna under 1800-talet var postdiligensrånaren Jonas Falk.

### Utveckling under 1900-talet
På 1930-talet blev fängelset centralanstalt med upptagning av fångar från hela landet, men det upphörde 1954 vid en administrativ omläggning. År 1925 inreddes en liten kyrksal på vinden och på 1940-talet förstorades de små cellfönstren. De öppna gallerierna byggdes igen etappvis efter införandet av 1945 års lag om frihetsstraff.  
Efter kriminalvårdsreformen 1974 blev anläggningen en "sluten lokalanstalt". Den hade inga speciella avdelningar utan de intagna placerades blandat. Unga intagna (18–25 år) gick en speciell ungdomsintroduktion den första tiden på anstalten.

#### Jordbruksfängelse, fångkoloni och öppen anstalt
Den nya lagen om straffverkställighet 1916 medgav friluftsarbete för fångar. Efter en utredning övertogs lantbruket Marieholms kungsgård, på vars område fängelset låg. Där fanns 400 hektar mark, varav jordbruksmark 175 hektar och resten betesmark och skog, på vilken man i mars 1917 inrättade ett speciellt jordbruksfängelse. De intagna arbetade där på dagtid och vistades i fängelsets celler nattetid. 
På 1920-talet tillkom även fångkolonin Rödjan några kilometer sydväst om fängelset, som idag är en separat öppen anstalt. Där sysselsattes de intagna med jord- och skogsbruk. År 1925 kom även Sveriges första öppna anstalt Singeshultkolonin, som tidigare sorterat under Härlanda centralfängelse att förvaltas under Mariestadsfängelset.

### Nedläggning
Fängelset i byggnaden, som trots att den senare målats gul, fortfarande kallas Vita duvan. lades ned 2010. En ny fastighetsägare hade 2015 för avsikt att utveckla anläggningen till vandrarhem under namnet Waterside Mariestad